# 慈眼院 (葛飾区)

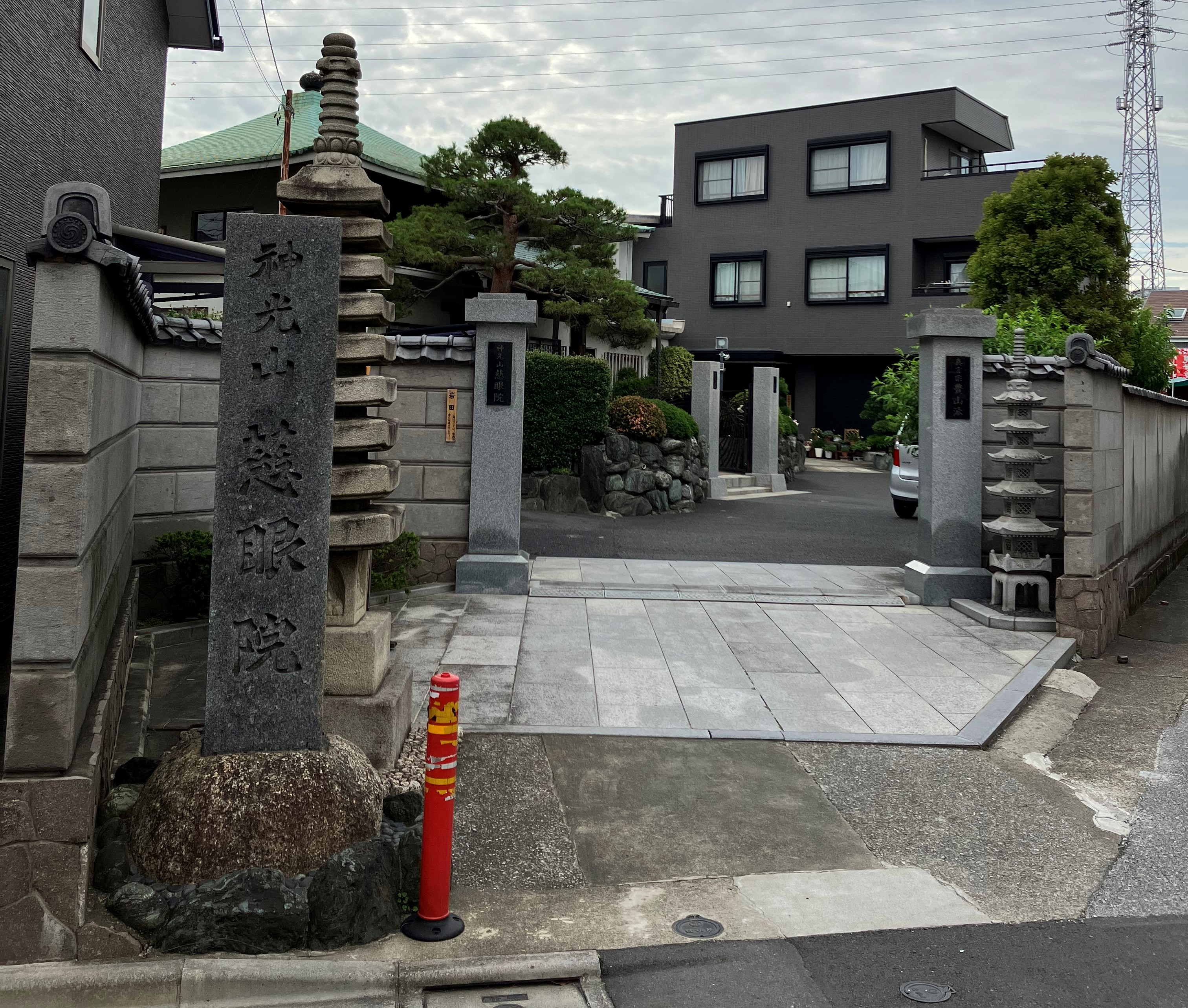
山門

慈眼院（じげんいん）は、東京都葛飾区にある真言宗豊山派の寺院。

## 歴史
創建年代は不明である。ただ、1680年（延宝8年）に賢照法印が中興したことから、少なくとも江戸時代初期には既に存在していたものと推測される。寛文9年（1669年）の銘が入った墓石もある。
明治以降、度々の水害に遭っている。1926年（大正15年）に本堂や庫裏を改築している。
現在の本堂は、1965年（昭和40年）に新築したものである。

## 交通アクセス
- 四ツ木駅より徒歩15分（経路案内）。